# Bandrecorder

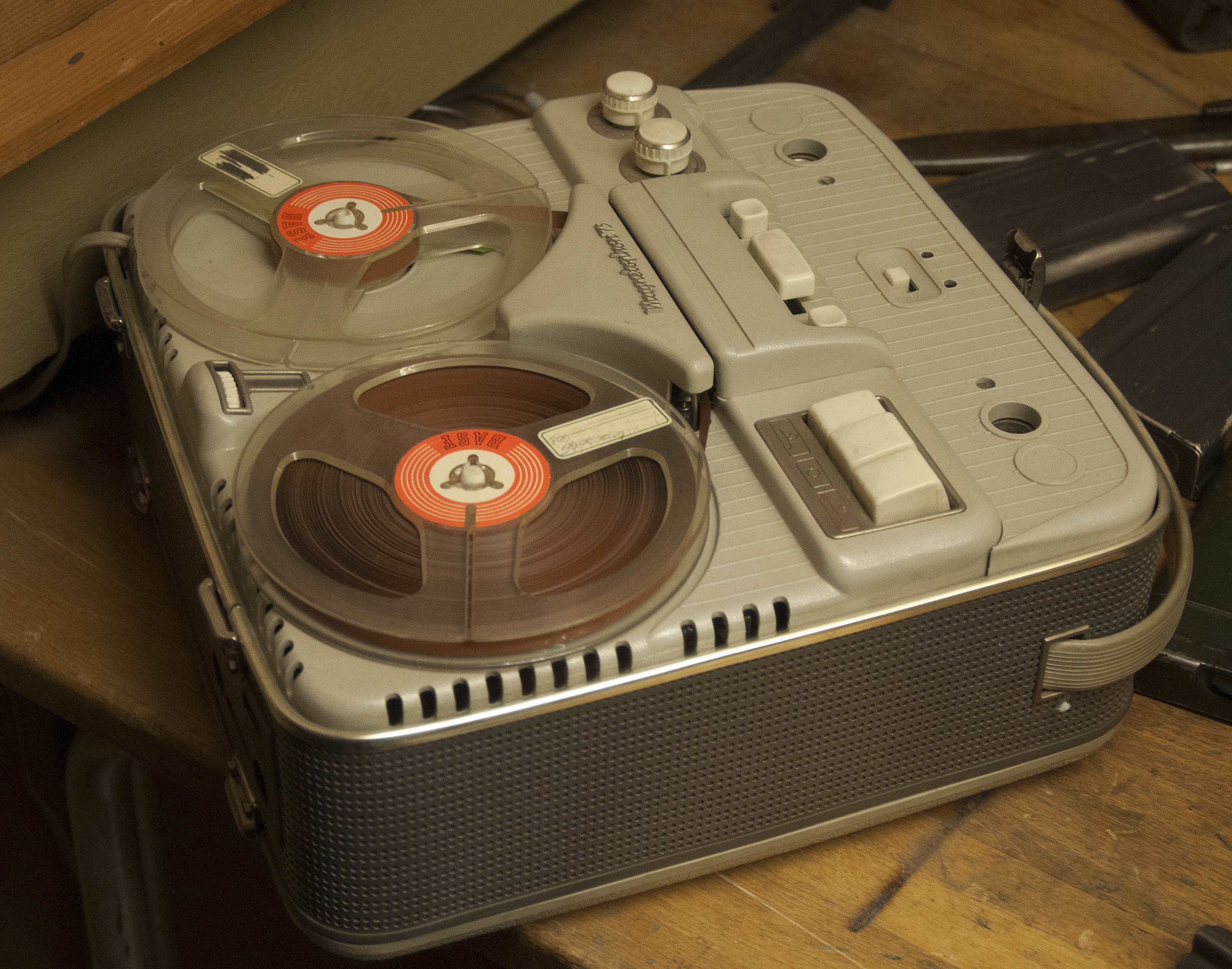
Een AEG Magnetophon 75 uit de tweede helft van de jaren vijftig 20e eeuw

Een bandrecorder, bandopnemer, magnetofoon of taperecorder is een audiorecorder bestaande uit twee grote spoelen met een magnetiseerbare band die met een constante snelheid langs koppen wordt geleid om op een analoge manier geluid op te nemen en/of af te spelen. Het was de voorloper van de cassetterecorder.

## Geschiedenis
Dat door middel van magnetisme geluid kan worden opgenomen op ijzerdraad was al sinds 1898 bekend, toen de Deen Valdemar Poulsen (1869-1942) de telegrafoon construeerde om telefoongesprekken op te nemen. De geluidskwaliteit was echter erg slecht. Enige verbetering werd bereikt met het in 1927 ontdekte principe van de voormagnetisatie van de geluidsdrager. De doorbraak kwam in 1935 van de Duitse firma AEG, die op de Funkausstellung, de Duitse tegenhanger van de latere Nederlandse Firato, in Berlijn het prototype toonde van de Magnetophon. Dat apparaat gebruikte een door de Duitse firma IG Farben (BASF) ontwikkelde acetaatband met een laag van ijzeroxide om geluid door middel van magnetiseren daarvan vast te leggen. De Magnetophon was de eerste bruikbare bandrecorder, vooralsnog voor alleen professionele doeleinden. De Magnetophon betekende ook een enorme stap voorwaarts ten opzichte van geluidsopnames op wasplaten, wat toen de gebruikelijke techniek was. In 1935 begon de bandrecorder aan zijn opmars, eerst vooral in Duitsland.
John T. Mullin (1913-1999), officier van het Amerikaanse leger in Engeland, verbaasde zich in 1943 over de geluidskwaliteit van nachtelijke Duitse radio-uitzendingen. Hij hoorde volledige orkesten Strauss en Lehár spelen, zonder de gebruikelijke vervorming die schellakplaten toen hadden. Mullin dacht eerst dat de orkesten live speelden, hoewel hij dat niet met het late uur kon rijmen. Later ontdekte hij dat hij bandopnames hoorde van de Magnetophon. In 1945 maakte Mullin deel uit van het bezettingsleger in Duitsland en legde hij de hand op de onderdelen voor twee Magnetophons en wat geluidsbanden. Hij zond ze als souvenir naar Amerika.
Terug in zijn vaderland, produceerde Mullin met deze twee bandrecorders in 1947 de radioshows van Bing Crosby. Tot dan toe werden deze op platen opgenomen. Door het intensieve gebruik sleten de Magnetophons. Ook de geluidsbanden waren door herhaaldelijk monteren aan vervanging toe. Mullin kreeg dringend behoefte aan reserverecorders en nieuwe geluidsbanden. De firma Ampex, die zich niet stoorde aan (door de Amerikanen geconfisqueerde) Duitse patenten, begon met het ontwikkelen van een recorder op basis van de door Mullin meegenomen Magnetophons. Tegelijkertijd begon 3M met het maken van geluidsbanden, gelijkwaardig aan die van BASF. Ampex kreeg het eerst niet voor elkaar: hun bandrecorder kon alleen geluid weergeven. Ook de banden van 3M haalden in het begin niet de BASF-kwaliteit. Uiteindelijk lukte het beide bedrijven toch om volwaardige alternatieven te ontwikkelen. Dat was het begin van de tape industry in Amerika. Enige jaren later bedacht Ampex de eerste videorecorder.

### Thuisgebruik
Rond dezelfde tijd kwam wereldwijd de productie van bandrecorders voor thuisgebruik op gang. De consument kon kiezen uit een hele reeks modellen van bekende radiotoestelfabrikanten, zoals Philips en Grundig. De bandsnelheid van de Magnetophon, 76 cm/s voor de hoogste kwaliteit, was voor huiskamergebruik niet nodig. De meeste recorders hadden snelheden van 4¾, 9½ en 19 cm/s. Dat spaarde dure band uit. Ook de aparte weergave- en opnamekoppen van de Magnetophon waren voor thuiskwaliteit niet noodzakelijk. De thuisrecorder had een gecombineerde opname-/weergavekop en één motor, die zowel het bandtransport als het snel heen- en terugspoelen verzorgde. Het bandgebruik werd nog voordeliger door de halfspoortechniek: een band bevatte twee geluidskanalen. Het tweede geluidskanaal was meestal te horen wanneer men de band omdraaide. Rond 1960 kwamen er ook 4-spoorsrecorders, wat niet alleen stereo-opnames makkelijker maakte, maar ook trucopnames, zoals duoplay (sound with sound) en multiplay (sound on sound). Eén persoon kon met zichzelf een duo of een combo vormen, een techniek waarmee Les Paul wereldberoemd werd. In de loop van de jaren 1960 verschenen er ook bandrecorders van hogere geluidskwaliteit, zoals de Revox van de firma Studer, fabrikant van studiorecorders, die evenals de professionele modellen drie motoren hadden en gescheiden opname- en weergavekoppen voor nabandcontrole en echo-opnamen.
Vooral de Revox A-77, in 4 verschillende versies geproduceerd tussen 1967 en 1977, was een uiterst populaire, robuust gebouwde machine, die zowel in huiskamers als in semi-professionele omgevingen, zoals ziekenomroepen, werd gebruikt. Halverwege de jaren 1960 verschenen de eerste Japanse bandrecorders, waarvan vooral Akai, Sony en Teac populair waren door hun mechanische betrouwbaarheid. Bedrijven die (bijna) uitsluitend bandrecorders (ook voor de consumentenmarkt) maakten, waren Ampex, Uher, Tandberg, Otari en Solidyne. Sommige bandrecorders hadden, naast de hierboven genoemde bandsnelheden, ook de semi-professionele bandsnelheid van 38 cm/s, doorgaans met 2 sporen, soms ook met 4-sporen.
De jaren 1960-70 waren de hoogtijdagen van de bandrecorder.

### Technische verbeteringen
De band werd steeds dunner, zodat er meer band, en dus langere opnames, op dezelfde spoel kon.
| Benaming          | Dikte | Lengte op spoel van 18 cm | Speelduur per kant | Speelduur per kant | Speelduur per kant | Toepassing                                              |
| Benaming          | Dikte | Lengte op spoel van 18 cm | 19 cm/s            | 9,5 cm/s           | 4,75 cm/s          | Toepassing                                              |
| ----------------- | ----- | ------------------------- | ------------------ | ------------------ | ------------------ | ------------------------------------------------------- |
| Standaardband     | 50 μm | 360 m                     | 32 min             |                    |                    | studio (grotere dikte, kleinere rek en lagere doordruk) |
| Langspeelband     | 35 μm | 540 m                     |                    | 95 min             |                    | bij de consument het populairst                         |
| Doubleplayband    | 25 μm | 720 m                     |                    | 126 min            |                    |                                                         |
| Tripleplayband    | 18 μm | 1080 m                    |                    | 190 min            |                    | afgeraden                                               |
| Quadrupleplayband | 12 μm |                           |                    |                    | 60 min             | compact cassette                                        |

Het gebruik van tripleplayband werd door de meeste bandrecorderfabrikanten afgeraden, vanwege de verhoogde kans op rek of breuk, of omdat het loopwerk van de bandrecorder niet goed overweg kon met deze zeer dunne band. Vooral snelspoelen van tripleplayband leidde vaak tot problemen, zoals bandsla.
N.B.: 1 μm = 0,001 mm = één miljoenste meter

### Cassetterecorder
In 1963 introduceerde bandrecorderfabrikant Philips de cassetterecorder. De kwaliteit van geluidsopnames met cassetterecorders bleef in het begin ver achter bij die van bandrecorders door de lage snelheid van 4¾ cm/s. Door het ontwikkelen van speciale bandsoorten, zoals chroomdioxideband, en met de komst van ruisonderdrukking (bv. van Dolby) verbeterde de kwaliteit. Uiteindelijk was de opnamekwaliteit gelijkwaardig met die van de bandrecorder, die daardoor in de loop van de jaren 1980 vrijwel geheel uit beeld verdween bij de thuisgebruiker. Een goede bandrecorder kostte al snel rond de ƒ 2500,-. Een cassetterecorder was vele malen goedkoper. Ook de prijs van bandrecorderbanden was hoger dan die van cassettebandjes. Dat kan ook een rol hebben gespeeld bij het verdwijnen van de bandrecorder uit de huiskamer. Bovendien hadden cassettes een groter gebruiksgemak. Het duurde toch nog tot 1994 voordat de productie van de laatste consumentenrecorder, de Teac X-2000R, stopte. De prijs van dit toestel was op dat moment gestegen tot ver boven de ƒ 4000,- (omgerekend € 1800,-).
De productie van studiorecorders bleef daarna nog ruim 10 jaar in stand. De Tascam BR-20 werd nog tot 2006 gemaakt. De firma Otari uit Japan heeft nog geruime tijd nieuwe analoge 2-spoors studiorecorders geleverd maar heeft de productie ook gestaakt.
Voor studio-opnames bleef de bandrecorder ook na de jaren 1980 het aangewezen apparaat. Ook nu zijn nog vele professionele analoge bandrecorders operationeel, ondanks de digitalisering en de vervanging van band door andere (digitale) opslagmedia.

## Toekomst
Ondanks de komst van de compact cassette bleef de bandrecorder in gebruik. Deels is dat om praktische redenen (het mixen en handmatig synchroniseren van geluidsopnames is met analoge media eenvoudiger dan met digitale media) en deels is dat uit nostalgische overwegingen; het gebruik van een bandrecorder, brengt een zekere charme met zich mee die niet aanwezig is bij digitale media. Door technische onvolkomenheden en slijtage van de geluidsdrager kunnen analoge (band)opnamen een specifieke klank hebben die door sommigen als warm wordt omschreven. Bij digitale opnames kan die klank ook toegevoegd worden, bijvoorbeeld om een nostalgische sfeer te creëren.
Begin 2006 is RMGI, een fabrikant van magnetische media in Oosterhout (NB) met de productie van bandrecorderbanden begonnen. Het ging daarbij om de volledige lijn van het vroegere BASF/EMTEC dat er enkele jaren geleden mee stopte. Begin 2012 werd de productie van RMGI overgenomen door het Franse Pyral en weer later ging dit over naar Mulann Industries (eveneens in Frankrijk) die tapes onder de naam "Recording The Masters" is gaan produceren en op de markt brengt. De firma Quantegy uit de Verenigde Staten, die de productielijn van Ampex had overgenomen, heeft in februari 2007 te kennen gegeven te stoppen met het produceren van tapes. ATR Magnetics uit de Verenigde Staten is daarentegen juist begonnen met het produceren van analoge tapes. ATR en Recording The Masters zijn nog de enige leveranciers van open reel tape. Aanvankelijk produceerde ATR alleen 50-micrometertapes voor met name opnamestudio's, maar in februari 2016 kwam het bericht dat het bedrijf ook 35-micrometertapes op de markt ging brengen, vooral bedoeld voor de (thuis)consument.
Al meer dan tien jaar wordt (eerst bij respectievelijk de NOS en het NOB en tegenwoordig bij het Nederlands Instituut voor Beeld en Geluid) gewerkt aan het digitaliseren van het enorme audio-archief dat bestaat uit honderdduizenden uren aan bandopnamen van radio-uitzendingen, muziek en geluidseffecten. Analoge geluidsbanden, maar ook de verouderde digitale DAT-cassettes, worden als wav-bestand op een server gezet, eventueel nadat beschadigde banden eerst gerepareerd en/of gerestaureerd zijn. In Vlaanderen vindt een soortgelijke operatie plaats, vanaf 2014 voortgezet onder de vleugels van het VIAA.

## Bandsnelheden, spoorindelingen en toepassingen
- 76 cm/s halfspoor stereo en multi-track (professionele grammofoonplaat- en cd-opnamen)
- 38 cm/s halfspoor stereo (radioprogrammaopnamen bij het NOB)
- 19 cm/s halfspoor mono (spraakopnamen bij het NOB)
- 19 cm/s half- en kwartspoor stereo (muziekopnamen voor huiskamergebruik)
- 9½ cm/s kwartspoor stereo (muziekopnamen voor huiskamergebruik)
- 4¾ cm/s kwartspoor mono en stereo (spraakopnamen voor huiskamergebruik)
- 4¾ cm/s kwartspoor stereo (cassettebandjes)

## Haspeltypen

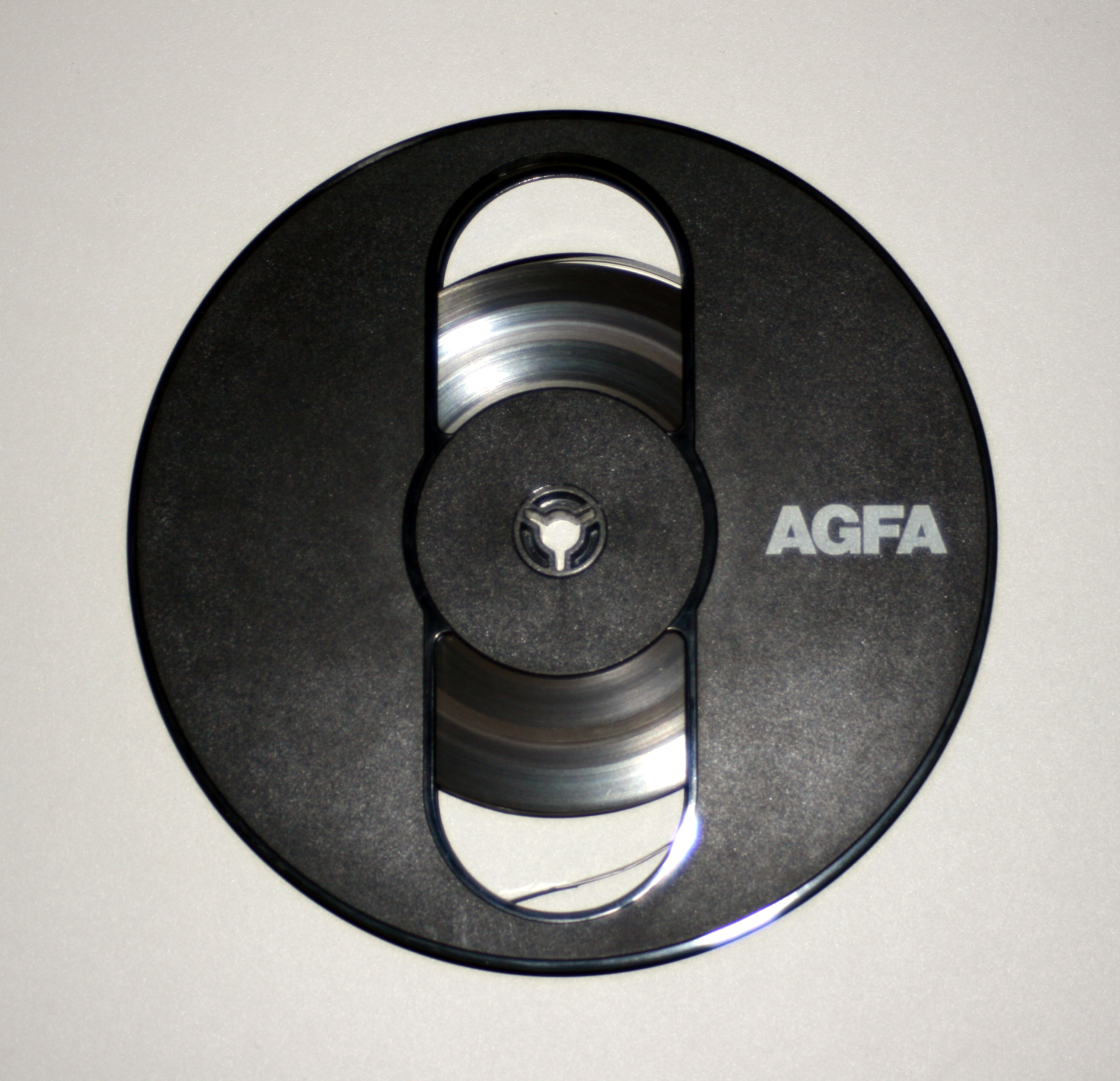
Een 1/4 inch- standaardgeluidsband op een 18cm-haspel
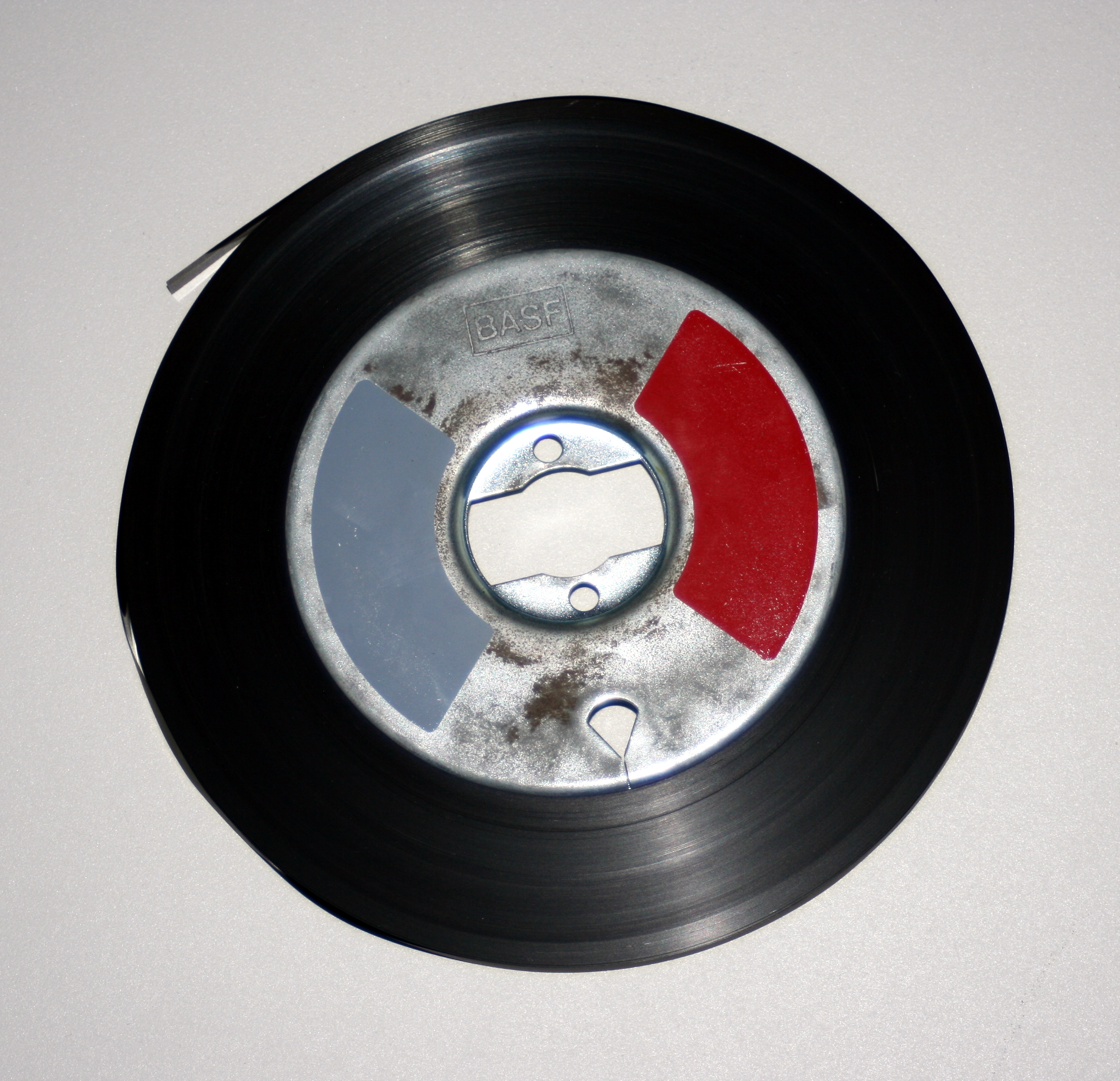
Een professionele 1/4 inchgeluidsband op een AEG kern.

## Afbeeldingen

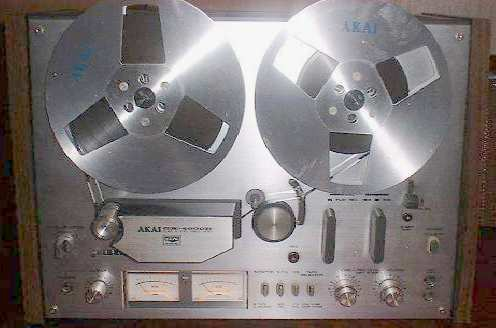
Een Akai GX-4000D, een eenmotorig deck geproduceerd tussen 1978 en 1984, voorzien van praktisch onverslijtbare glas-ferrietkoppen (GX-koppen)